# 1634
1634 (MDCXXXIV) fue un año común comenzado en domingo, según el calendario gregoriano.

## Acontecimientos
- 1 de marzo: el rey Vladislao IV Vasa de Polonia derrota al ejército ruso en la Batalla de Smolensk.
- 5 de septiembre: victoria de tropas católicas españolas sobre las protestantes suecas en la Batalla de Nördlingen.
- 11 de octubre: entre esta noche y mañana, la costa de Alemania y los Países Bajos es barrida por una marea de tormenta (la inundación de Burchardi). Queda un saldo de entre 8 000 y 15 000 personas ahogadas.
- En Francia, el cardenal Richelieu funda la Academia Francesa.
- El genealogista francés Pierre D’Hozier (1592-1660) es nombrado historiógrafo y genealogista de Francia.
- En el mar Caribe, los neerlandeses conquistan Curaçao.
- En España, Diego de Velázquez pinta La rendición de Breda, también llamada Las lanzas.
- Se comienza a vender en el mercado la ya famosa cerveza alemana Paulaner

## Nacimientos
- 4 de marzo: Kazimierz Liszinski, escritor ateo bielorruso, quemado vivo por hereje (f. 1689).
- Carlos Emanuel II, noble saboyano.
- María Magdalena de La Fayette, novelista francesa.
- Luca Giordano, pintor italiano.
- 23 de diciembre: Mariana de Austria, reina española (f. 1696).

## Fallecimientos
- 8 de enero: Joan Sala i Ferrer, bandolero español (n. 1594).
- 25 de febrero: Albrecht von Wallenstein, militar y político bohemio (n. 1583)
- 12 de mayo: George Chapman, poeta y dramaturgo inglés.
- 15 de mayo: Hendrick Avercamp, pintor barroco holandés (n. 1585)
- 25 de junio: John Marston, poeta y dramaturgo inglés (n. 1576)
- 11 de diciembre: Fadrique Álvarez de Toledo y Mendoza, militar y político español (n. 1580).
- Adriano Banchieri, compositor italiano (n. 1568).